# Селпилс (станция)
Се́лпилс (латыш. Sēlpils) — железнодорожная станция на линии Елгава — Крустпилс, на территории Селпилсской волости Саласского края. Была открыта в 1904 году, как станция IV класса Зельбург, Московско-Виндавской железной дороги . В 1920 году переименована в Селпилс.